# Promi Big Brother/Staffel 5
Die fünfte Staffel der deutschen Reality-Show Promi Big Brother wurde vom 11. bis zum 25. August 2017 auf dem Privatsender Sat.1 ausgestrahlt. Die Staffel wurde unter dem Titel Promi Big Brother – Alles oder Nichts ausgestrahlt.
Jens Hilbert wurde vom Publikum im Finale zum Gewinner der Staffel gekürt. Milo Moiré wurde Zweite und Willi Herren erreichte den dritten Platz.

## Überblick
Nachdem die vierte Staffel nicht mehr so erfolgreich wie vom Sender gewünscht lief, wurden einige größere Veränderungen für die fünfte Staffel durchgeführt. Zu den Neuerungen gehört in dieser Staffel der Verzicht auf das Publikum bei den täglichen Liveshows aus Köln-Ossendorf. Nur bei der Eröffnungsshow und im Finale gab es ein Public Viewing. Außerdem gab es eine Doppelmoderation, wie in der ersten Staffel. Das erste Mal moderierte Jochen Bendel zusammen mit dem bisherigen Moderator Jochen Schropp. Des Weiteren gab es ein Outdoor-Studio und eine Outdoor-Duell-Arena.
Ähnlich wie in den vorherigen Staffeln gab es eine Bewohnerverteilung im Haus. Diesmal wurden die Bereiche mit „Alles“, dem luxuriösen Bereich, und mit „Nichts“, dem ärmlichen Bereich, bezeichnet. Beide Bereiche lagen auf einer Ebene. Aufgrund der neuen Bewohnerverteilung wurde zum Titel „Promi Big Brother“ der Untertitel „Alles oder Nichts“ hinzugefügt. Darüber hinaus wurde der Big Spender eingeführt. Der Big Spender war ein Automat, wo die Bewohner im Bereich „Nichts“ mit erspielten Münzen Gegenstände für den Alltag erkaufen konnten.
Ebenfalls wie in der ersten Staffel zogen alle Bewohner am selben Tag in das Haus (im ärmlichen Bereich) ein, jedoch zwei Tage vor Ausstrahlungsbeginn der Staffel.
Erneut wurden Veränderungen bei den zusätzlichen Sendungen durchgeführt. Erstmals in der Geschichte der Show gab es keinen Livestream. Auch am Sendeschema der Folgen wurde eine Veränderung durchgeführt.

## Teilnehmer
Am 9. August 2017 zogen alle zwölf Kandidaten in den Bereich "Nichts" ein.
| Platz | Teilnehmer            | Bekannt geworden als | Einzug    | Auszug     | Tage im Haus |
| ----- | --------------------- | --- | --------- | ---------- | ------------ |
| 1     | Jens Hilbert          | Unternehmer, Reality-TV-Darsteller (u. a. bei Catwalk 30+ und Secret Millionaire)                                                  | 9. August | 25. August | 17 (5▲; 12▼) |
| 2     | Milo Moiré            | Nackt-Performancekünstlerin | 9. August | 25. August | 17 (7▲; 10▼) |
| 3     | Willi Herren          | Schlagersänger, ehemaliger Schauspieler (u. a. in der Lindenstraße), Teilnehmer bei Ich bin ein Star – Holt mich hier raus!        | 9. August | 25. August | 17 (9▲; 8▼)  |
| 4     | Dominik Bruntner      | Model, Mister Germany 2017 | 9. August | 25. August | 17 (5▲; 12▼) |
| 5     | Eloy de Jong          | Sänger bei Caught in the Act | 9. August | 24. August | 16 (6▲; 10▼) |
| 6     | Evelyn Burdecki       | Teilnehmerin bei Der Bachelor | 9. August | 23. August | 15 (5▲; 10▼) |
| 7     | Steffen von der Beeck | Medien-Berater, ehemaliger Verlobter von Jenny Elvers                                                                              | 9. August | 22. August | 14 (6▲; 8▼)  |
| 8     | Sarah Kern            | Designerin, Model, Ex-Playmate | 9. August | 21. August | 13 (1▲; 12▼) |
| 9     | Claudia Obert         | Modeunternehmerin | 9. August | 21. August | 13 (5▲; 8▼)  |
| 10    | Sarah Knappik         | Model, Teilnehmerin bei Germany’s Next Topmodel und Ich bin ein Star – Holt mich hier raus!                                        | 9. August | 19. August | 11 (4▲; 7▼)  |
| 11    | Zachi Noy             | Schauspieler | 9. August | 18. August | 10 (3▲; 7▼)  |
| 12    | Maria Hering          | Musikerin, Reality-TV-Darstellerin (u. a. bei Yottas! Mit Vollgas durch Amerika), Teilnehmerin bei Deutschland sucht den Superstar | 9. August | 18. August | 10 (4▲; 6▼)  |

## Bewohnerverteilung
Die Teilnehmer zogen alle zwei Tage vor der Ausstrahlung der Show in den Bereich „Nichts“ ein. Die Verteilung der Bewohner wird in unregelmäßigen Abständen aufgrund des Ausgangs von Duellen, Zuschauervotings oder willkürlichen Regieanweisungen geändert.
| Datum                   | Bewohner „Alles“ | Bewohner „Nichts“ | Bemerkungen         |
| ----------------------- | --- | --- | ------------------- |
| 09. und 10. August 2017 | Claudia, Dominik, Eloy, Evelyn, Jens, Maria, Milo, Sarah Knappik, Steffen, Sarah Kern, Willi und Zachi zogen bereits am 9. August 2017 in den Bereich „Nichts“ ein | Claudia, Dominik, Eloy, Evelyn, Jens, Maria, Milo, Sarah Knappik, Steffen, Sarah Kern, Willi und Zachi zogen bereits am 9. August 2017 in den Bereich „Nichts“ ein |                     |
| 09. und 10. August 2017 | — | Claudia Dominik Eloy Evelyn Jens Maria Milo Sarah Knappik Steffen Sarah Kern Willi Zachi                                                                           |                     |
| 11. August 2017         | Willi und Eloy wechselten während der ersten Folge von „Nichts“ in „Alles“                                                                                         | Willi und Eloy wechselten während der ersten Folge von „Nichts“ in „Alles“                                                                                         | Zuschauerabstimmung |
| 11. August 2017         | Zachi wechselte während der ersten Folge von „Nichts“ in „Alles“                                                                                                   | Zachi wechselte während der ersten Folge von „Nichts“ in „Alles“                                                                                                   | Live-Duell          |
| 11. August 2017         | Dominik wechselte nach der ersten Folge von „Nichts“ in „Alles“ | Dominik wechselte nach der ersten Folge von „Nichts“ in „Alles“ | Duell               |
| 11. August 2017         | Eloy▲ Willi▲ Zachi▲ Dominik▲ | Claudia Dominik Evelyn Jens Maria Milo Sarah Kern Sarah Knappik Steffen                                                                                            |                     |
| 12. August 2017         | Sarah Knappik wechselte nach der zweiten Folge von „Nichts“ in „Alles“                                                                                             | Sarah Knappik wechselte nach der zweiten Folge von „Nichts“ in „Alles“                                                                                             | Duell               |
| 12. August 2017         | Eloy Willi Zachi Dominik Sarah Knappik▲ | Claudia Dominik Evelyn Jens Maria Milo Sarah Kern Steffen |                     |
| 13. August 2017         | Eloy Willi Zachi Dominik Sarah Knappik | Claudia Dominik Evelyn Jens Maria Milo Sarah Kern Steffen |                     |
| 14. August 2017         | Willi, Zachi, Eloy, Sarah Knappik und Dominik wechselten während der vierten Folge von „Alles“ in „Nichts“                                                         | Willi, Zachi, Eloy, Sarah Knappik und Dominik wechselten während der vierten Folge von „Alles“ in „Nichts“                                                         | Bestrafung          |
| 14. August 2017         | Claudia, Steffen, Jens, Maria und Milo wechselten während der vierten Folge von „Nichts“ in „Alles“                                                                | Claudia, Steffen, Jens, Maria und Milo wechselten während der vierten Folge von „Nichts“ in „Alles“                                                                | Belohnung           |
| 14. August 2017         | Claudia▲ Steffen▲ Jens▲ Maria▲ Milo▲ | Evelyn Sarah Kern Willi Zachi▼ Eloy▼ Sarah Knappik▼ Dominik▼ |                     |
| 15. August 2017         | Claudia Steffen Jens Maria Milo | Evelyn Sarah Kern Willi Zachi Eloy Sarah Knappik Dominik |                     |
| 16. August 2017         | Sarah Knappik wechselte während der sechsten Folge von „Nichts“ in „Alles“                                                                                         | Sarah Knappik wechselte während der sechsten Folge von „Nichts“ in „Alles“                                                                                         | Live-Duell          |
| 16. August 2017         | Claudia wechselte während der sechsten Folge von „Alles“ in „Nichts“                                                                                               | | Live-Duell          |
| 16. August 2017         | Steffen Jens Maria Milo Sarah Knappik▲ | Evelyn Sarah Kern Willi Zachi Eloy Dominik Claudia |                     |
| 17. August 2017         | Steffen Jens Maria Milo Sarah Knappik | Evelyn Sarah Kern Willi Zachi Eloy Dominik Claudia |                     |
| 18. August 2017         | Maria bekam in der ersten Nominierungsrunde die wenigsten Anrufe und musste somit vor dem Live-Duell das Haus verlassen.                                           | Maria bekam in der ersten Nominierungsrunde die wenigsten Anrufe und musste somit vor dem Live-Duell das Haus verlassen.                                           | Zuschauerabstimmung |
| 18. August 2017         | Steffen, Jens, Milo und Sarah Knappik wechselten während der achten Folge von „Alles“ in „Nichts“                                                                  | Steffen, Jens, Milo und Sarah Knappik wechselten während der achten Folge von „Alles“ in „Nichts“                                                                  | Live-Duell          |
| 18. August 2017         | Evelyn, Sarah Kern, Willi, Zachi, Eloy, Dominik und Claudia wechselten während der achten Folge von „Nichts“ in „Alles“                                            | | Live-Duell          |
| 18. August 2017         | Zachi bekam in der zweiten Nominierungsrunde die wenigsten Anrufe und musste somit nach dem Live-Duell das Haus verlassen.                                         | Zachi bekam in der zweiten Nominierungsrunde die wenigsten Anrufe und musste somit nach dem Live-Duell das Haus verlassen.                                         | Zuschauerabstimmung |
| 18. August 2017         | Evelyn▲ Sarah Kern▲ Willi▲ Zachi▲ Eloy▲ Dominik▲ Claudia▲ | Steffen▼ Jens▼ Maria▼ Milo▼ Sarah Knappik▼ |                     |
| 19. August 2017         | Sarah Kern und Dominik wechselten während der neunten Folge von „Alles“ in „Nichts“                                                                                | Sarah Kern und Dominik wechselten während der neunten Folge von „Alles“ in „Nichts“                                                                                | Live-Duell          |
| 19. August 2017         | Steffen und Milo wechselten während der neunten Folge von „Nichts“ in „Alles“                                                                                      | | Live-Duell          |
| 19. August 2017         | Sarah Knappik bekam in der Nominierungsrunde die wenigsten Anrufe und musste somit nach dem Live-Duell das Haus verlassen.                                         | Sarah Knappik bekam in der Nominierungsrunde die wenigsten Anrufe und musste somit nach dem Live-Duell das Haus verlassen.                                         | Zuschauerabstimmung |
| 19. August 2017         | Evelyn Willi Eloy Claudia Steffen▲ Milo▲ | Jens Sarah Knappik Dominik▼ Sarah Kern▼ |                     |
| 20. August 2017         | Eloy wechselte während der zehnten Folge von „Alles“ in „Nichts“                                                                                                   | Eloy wechselte während der zehnten Folge von „Alles“ in „Nichts“                                                                                                   | Live-Duell          |
| 20. August 2017         | Evelyn Willi Claudia Steffen Milo | Jens Dominik Sarah Kern Eloy▼ |                     |
| 21. August 2017         | Claudia bekam in der vierten Nominierungsrunde die wenigsten Anrufe und musste somit vor dem Live-Duell das Haus verlassen.                                        | Claudia bekam in der vierten Nominierungsrunde die wenigsten Anrufe und musste somit vor dem Live-Duell das Haus verlassen.                                        | Zuschauerabstimmung |
| 21. August 2017         | Steffen und Milo wechselten während der elften Folge von „Alles“ in „Nichts“                                                                                       | Steffen und Milo wechselten während der elften Folge von „Alles“ in „Nichts“                                                                                       | Live-Duell          |
| 21. August 2017         | Sarah Kern bekam in der fünften Nominierungsrunde die wenigsten Anrufe und musste somit nach dem Live-Duell das Haus verlassen.                                    | Sarah Kern bekam in der fünften Nominierungsrunde die wenigsten Anrufe und musste somit nach dem Live-Duell das Haus verlassen.                                    | Zuschauerabstimmung |
| 21. August 2017         | Evelyn Willi Claudia | Jens Dominik Sarah Kern Eloy Steffen▼ Milo▼ |                     |
| 22. August 2017         | Steffen bekam in der sechsten Nominierungsrunde die wenigsten Anrufe und musste somit nach dem Live-Duell das Haus verlassen.                                      | Steffen bekam in der sechsten Nominierungsrunde die wenigsten Anrufe und musste somit nach dem Live-Duell das Haus verlassen.                                      | Zuschauerabstimmung |
| 22. August 2017         | Evelyn Willi | Jens Dominik Eloy Steffen Milo |                     |
| 23. August 2017         | Willi wechselte während der dreizehnten Folge von „Alles“ in „Nichts“                                                                                              | Willi wechselte während der dreizehnten Folge von „Alles“ in „Nichts“                                                                                              | Live-Duell          |
| 23. August 2017         | Eloy wechselte während der dreizehnten Folge von „Nichts“ in „Alles“                                                                                               | | Live-Duell          |
| 23. August 2017         | Evelyn bekam in der siebten Nominierungsrunde die wenigsten Anrufe und musste somit nach dem Live-Duell das Haus verlassen.                                        | Evelyn bekam in der siebten Nominierungsrunde die wenigsten Anrufe und musste somit nach dem Live-Duell das Haus verlassen.                                        | Zuschauerabstimmung |
| 23. August 2017         | Evelyn Eloy▲ | Jens Dominik Milo Willi▼ |                     |
| 24. August 2017         | Jens, Dominik, Milo und Willi wechselten zu Beginn der vierzehnten Folge von „Nichts“ in „Alles“                                                                   | Jens, Dominik, Milo und Willi wechselten zu Beginn der vierzehnten Folge von „Nichts“ in „Alles“                                                                   | Zusammenführung     |
| 24. August 2017         | Eloy bekam in der achten Nominierungsrunde die wenigsten Anrufe und musste somit nach dem Live-Duell das Haus verlassen.                                           | Eloy bekam in der achten Nominierungsrunde die wenigsten Anrufe und musste somit nach dem Live-Duell das Haus verlassen.                                           | Zuschauerabstimmung |
| 24. August 2017         | Eloy▲ Jens▲ Dominik▲ Milo▲ Willi▲ | |                     |

## Duelle
Gegenüber der vorherigen Staffeln wurden die Duelle in einer "Outdoor-Duell-Arena" durchgeführt. Außerdem gab es neben den Live-Duellen auch aufgezeichnete Duelle.
| Datum der TV-Ausstrahlung | Art           | Kandidat „Alles“                                | Kandidat „Nichts“                                                        | Spiel                                        | Gewinner                                                               | Konsequenz                                                      |
| ------------------------- | ------------- | ----------------------------------------------- | ------------------------------------------------------------------------ | -------------------------------------------- | ---------------------------------------------------------------------- | --------------------------------------------------------------- |
| 11. August 2017           | live          |                                                 | Claudia 1 Dominik 2                                                      | „Balla Balla“                                | Dominik                                                                | Zachi zieht in den Bereich „Alles“                              |
| 12. August 2017           | aufgezeichnet |                                                 | Claudia Dominik Evelyn Jens Maria Milo Sarah Kern Steffen                | „Eiszeit“                                    | Dominik (durch Schätzfrage)                                            | Dominik zieht in den Bereich „Alles“                            |
| 13. August 2017           | aufgezeichnet |                                                 | Team Blau: Evelyn Milo Sarah Kern Team Weiß: Sarah Knappik Maria Claudia | „Kurz und Klein“                             | Team Weiß: Sarah Knappik Maria Claudia                                 | Sarah Knappik zieht in den Bereich „Alles“                      |
| 13. August 2017           | live          | Dominik                                         | Jens                                                                     | „Quiz Fall“                                  | Dominik                                                                | Dominik bleibt im Bereich „Alles“                               |
| 15. August 2017           | live          | Claudia                                         | Willi                                                                    | „Abgezockt“                                  | Claudia                                                                | Claudia bleibt im Bereich „Alles“                               |
| 16. August 2017           | live          | Claudia                                         | Sarah Knappik                                                            | „Bankett“                                    | Sarah Knappik                                                          | Sarah Knappik zieht in den Bereich „Alles“                      |
| 17. August 2017           | live          | Steffen (Unterstützer: Maria und Milo)          | Willi (Unterstützer: Eloy und Dominik)                                   | „Fesselfußball“                              | Steffen (Unterstützer: Maria und Milo) (aufgrund eines Unentschiedens) | Steffen bleibt im Bereich „Alles“                               |
| 18. August 2017           | live          | Steffen Jens                                    | Willi Dominik                                                            | „Wimpel-Traverse“                            | Willi Dominik                                                          | Alle Bewohner im Bereich „Nichts“ ziehen in den Bereich „Alles“ |
| 19. August 2017           | live          | Dominik Sarah Kern                              | Steffen Milo                                                             | „Einhorn-Piñata“                             | Steffen Milo                                                           | Steffen und Milo ziehen in den Bereich „Alles“                  |
| 20. August 2017           | live          | Eloy                                            |                                                                          | „Melonen zerschlagen“ (gegen Michael Smolik) | Michael Smolik                                                         | Eloy ziehet in den Bereich „Nichts“                             |
| 21. August 2017           | live          | Team Blau: Steffen Milo Team Weiß: Willi Evelyn |                                                                          | „Platten stapeln“                            | Team Weiß: Willi Evelyn                                                | Steffen und Milo ziehen in den Bereich „Nichts“                 |
| 22. August 2017           | live          | Evelyn Willi                                    | Milo Dominik                                                             | „Das große Sägen“                            | Evelyn Willi                                                           | Evelyn und Willi bleiben im Bereich „Alles“                     |
| 23. August 2017           | live          | Willi                                           | Eloy                                                                     | „Kletterwand“                                | Eloy                                                                   | Eloy zieht in den Bereich „Alles“                               |
| 24. August 2017           | live          |                                                 | Dominik Jens Milo Eloy Willi                                             | „Dosenwerfen“                                | Willi                                                                  | Willi ist direkt für das Finale qualifiziert.                   |

## Nominierungen
Ab dem 18. August 2017 nominieren in der Regel die Teilnehmer einen anderen Teilnehmer für das Zuschauervoting. Die Zuschauer bestimmen während der Sendung, wer von der Nominierungsliste im Haus bleiben darf.
|                                                      | Runde 1 17./18. August | Runde 2 18. August     | Runde 3 19. August     | Runde 4 20./21. August                  | Runde 5 21. August              | Runde 6 22. August     | Runde 7 23. August     | Halbfinale 24. August  | Finale 25. August      | Finale 25. August      |
| Jens                                                 | Keine Nominierung      | Zachi                  | Sarah Knappik          | Eloy                                    | Dominik                         | Steffen Eloy           | Evelyn                 | Eloy                   | Gewinner               | Gewinner               |
| Milo                                                 | Keine Nominierung      | Steffen                | Claudia                | Claudia                                 | Steffen                         | Eloy Willi             | Evelyn                 | Eloy                   | Zweitplatzierte        | Zweitplatzierte        |
| Willi                                                | Keine Nominierung      | Zachi                  | Sarah Knappik          | Claudia                                 | Eloy                            | Steffen Jens           | Jens                   | Milo                   | Drittplatzierter       | Drittplatzierter       |
| Dominik                                              | Keine Nominierung      | Steffen                | Steffen                | Sarah Kern                              | Eloy                            | Steffen Jens           | Evelyn                 | Milo                   | Viertplatzierter       | Viertplatzierter       |
| Eloy                                                 | Keine Nominierung      | Zachi                  | Sarah Knappik          | Jens                                    | Willi                           | Steffen Jens           | Jens                   | Jens                   | rausgewählt (24. Aug.) | rausgewählt (24. Aug.) |
| Evelyn                                               | Keine Nominierung      | Zachi                  | Sarah Knappik          | Claudia                                 | Willi                           | Jens Steffen           | Jens                   | rausgewählt (23. Aug.) | rausgewählt (23. Aug.) | rausgewählt (23. Aug.) |
| Steffen                                              | Keine Nominierung      | Zachi                  | Sarah Knappik          | Claudia                                 | Jens                            | Eloy Dominik           | rausgewählt (22. Aug.) | rausgewählt (22. Aug.) | rausgewählt (22. Aug.) | rausgewählt (22. Aug.) |
| Sarah Kern                                           | Keine Nominierung      | Zachi                  | Steffen                | Eloy                                    | Dominik                         | rausgewählt (21. Aug.) | rausgewählt (21. Aug.) | rausgewählt (21. Aug.) | rausgewählt (21. Aug.) | rausgewählt (21. Aug.) |
| Claudia                                              | Keine Nominierung      | Steffen                | Milo                   | Milo                                    | rausgewählt (21. Aug.)          | rausgewählt (21. Aug.) | rausgewählt (21. Aug.) | rausgewählt (21. Aug.) | rausgewählt (21. Aug.) | rausgewählt (21. Aug.) |
| Sarah Knappik                                        | Keine Nominierung      | Zachi                  | Evelyn                 | rausgewählt (19. Aug.)                  | rausgewählt (19. Aug.)          | rausgewählt (19. Aug.) | rausgewählt (19. Aug.) | rausgewählt (19. Aug.) | rausgewählt (19. Aug.) | rausgewählt (19. Aug.) |
| Zachi                                                | Keine Nominierung      | Steffen                | rausgewählt (18. Aug.) | rausgewählt (18. Aug.)                  | rausgewählt (18. Aug.)          | rausgewählt (18. Aug.) | rausgewählt (18. Aug.) | rausgewählt (18. Aug.) | rausgewählt (18. Aug.) | rausgewählt (18. Aug.) |
| Maria                                                | Keine Nominierung      | rausgewählt (18. Aug.) | rausgewählt (18. Aug.) | rausgewählt (18. Aug.)                  | rausgewählt (18. Aug.)          | rausgewählt (18. Aug.) | rausgewählt (18. Aug.) | rausgewählt (18. Aug.) | rausgewählt (18. Aug.) | rausgewählt (18. Aug.) |
|                                                      | Runde 1 17./18. August | Runde 2 18. August     | Runde 3 19. August     | Runde 4 20./21. August                  | Runde 5 21. August              | Runde 6 22. August     | Runde 7 23. August     | Halbfinale 24. August  | Finale 25. August      | Finale 25. August      |
| Nominierungs- schutz                                 |                        | Alle Frauen            |                        | Bewohner „Alles“ bzw. Bewohner „Nichts“ | Willi Dominik Eloy Steffen Jens | Alle Frauen            | Dominik                | Willi                  |                        |                        |
| Nominiert                                            | Alle Bewohner          | Zachi Steffen          | Sarah Knappik Steffen  | Claudia Eloy                            | Evelyn Sarah Kern Milo          | Steffen Jens           | Milo Evelyn Jens       | Eloy Milo              |                        |                        |
| Rauswahl (Der Bewohner hatte die wenigsten Stimmen.) | Maria                  | Zachi                  | Sarah Knappik          | Claudia                                 | Sarah Kern                      | Steffen                | Evelyn                 | Eloy                   | Dominik                | Dominik                |
| Rauswahl (Der Bewohner hatte die wenigsten Stimmen.) | Maria                  | Zachi                  | Sarah Knappik          | Claudia                                 | Sarah Kern                      | Steffen                | Evelyn                 | Eloy                   | Willi                  | Milo                   |
| Rauswahl (Der Bewohner hatte die wenigsten Stimmen.) | Maria                  | Zachi                  | Sarah Knappik          | Claudia                                 | Sarah Kern                      | Steffen                | Evelyn                 | Eloy                   | Jens                   |                        |
| Anmerkungen: 1. 2. 3. 4. 5. 6. 7. 8. 9.              |                        |                        |                        |                                         |                                 |                        |                        |                        |                        |                        |

## Ausstrahlung und Produktion
Das Ausstrahlungsschema der Show wurde erstmals verändert. Bis auf die erste und letzte Folge, welche um 20:15 Uhr begannen, wurden alle anderen Folgen täglich um 22:15 Uhr ausgestrahlt. Die erste Folge wurde am Freitag, den 11. August 2017 ausgestrahlt. Das Finale am Freitag, den 25. August 2017. Jochen Bendel und Jochen Schropp moderieren erstmals gemeinsam die Show. Die Staffel wurde ebenfalls in den MMC Studios Köln produziert. Frei von Michi Bauereiß wurde als Titelsong der Staffel und als Übergang zu den Werbepausen genutzt.
Phil Daub übernimmt erneut die menschliche Stimme von „Big Brother“. Als Sprecher der Trailer und zusammenfassenden Kommentare war erneut Pat Murphy zu hören.
Am 2. August 2017 bestätigte Sat.1, dass kein Livestream aus dem Haus angeboten wird. Es war das erste Mal, dass Promi Big Brother in Deutschland gänzlich ohne Live-Streaming stattfand.

## Zusätzliche Sendungen
Erstmals gab es keine zusätzlichen Sendungen auf einem Fernsehsender. Stattdessen wurde mehr auf das Webangebot fokussiert.

### Promi Big Brother – Warm Up
Die Webshow mit dem Titel „Warm Up“ wird 30 Minuten vor der Hauptsendung auf Facebook sowie in der SAT.1 – Live TV und Mediathek-App übertragen. Diese wurde von Aaron Troschke und Melissa Khalaj moderiert.

### Promi Big Brother – Late Show
Die Live-Late-Night-Show Promi Big Brother – Late Show wurde direkt im Anschluss an die Hauptsendung auf promibigbrother.de sowie in der SAT.1 – Live TV und Mediathek-App ausgestrahlt. Auch hier moderierten Aaron Troschke und Melissa Khalaj gemeinsam die Webshow. Unter anderem wurden exklusive Bilder aus dem Haus gezeigt, live ins Haus geschaltet, Interviews mit Gästen geführt und auch die rausgewählten Bewohner zum ersten großen Interview begrüßt.
Somit ersetzte die diesjährige Live-Late-Night-Show Promi Big Brother – Die Late Night Show, die zuvor drei Jahre lang auf dem Fernsehsender sixx ausgestrahlt und von Jochen Bendel und Melissa Khalaj moderiert wurde.

## Episodenliste
| 1  | 11. August 2017 | Tag 1: Der große Einzug ins "Promi Big Brother"-Haus                             | 198 Min. | 163 Min. |
| 2  | 12. August 2017 | Tag 2: Tränen und Geständnisse                                                   | 94 Min.  | 80 Min.  |
| 3  | 13. August 2017 | Tag 3: Selbstzweifel und Lästeralarm                                             | 97 Min.  | 81 Min.  |
| 4  | 14. August 2017 | Tag 4: Psychospielchen und Bestrafungen für die Bewohner im "Alles" und "Nichts" | 91 Min.  | 76 Min.  |
| 5  | 15. August 2017 | Tag 5: Achterbahnfahrt der Gefühle bei Sarah Knappik                             | 91 Min.  | 75 Min.  |
| 6  | 16. August 2017 | Tag 6: Nackte Tatsachen und nackter Wahnsinn                                     | 87 Min.  | 71 Min.  |
| 7  | 17. August 2017 | Tag 7: Flirt- und Feierlaune bei den Bewohnern                                   | 87 Min.  | 72 Min.  |
| 8  | 18. August 2017 | Tag 8: Der Big Exit Day: Zwei Bewohner ziehen aus!                               | 101 Min. | 80 Min.  |
| 9  | 19. August 2017 | Tag 9: Jubel, Trubel und Einhörner                                               | 104 Min. | 83 Min.  |
| 10 | 20. August 2017 | Tag 10: Gefühlschaos, Melonen und ein überraschendes Ende                        | 108 Min. | 87 Min.  |
| 11 | 21. August 2017 | Tag 11: Sexueller Frust und Lust                                                 | 108 Min. | 86 Min.  |
| 12 | 22. August 2017 | Tag 12: Promis am Limit: Eingeholt von der Vergangenheit                         | 99 Min.  | 78 Min.  |
| 13 | 23. August 2017 | Tag 13: Der Tag der Aussprache                                                   | 103 Min. | 82 Min.  |
| 14 | 24. August 2017 | Tag 14: Die Finalisten stehen fest                                               | 101 Min. | 79 Min.  |
| 15 | 25. August 2017 | Tag 15: Das nervenzerreißende Finale                                             | 192 Min. | 153 Min. |

## Einschaltquoten
Die höchste Zuschauerzahl in dieser Staffel (2,11 Mio.) wurde in der finalen Folge am 25. August 2017 gemessen; die niedrigste (1,36 Mio.) am 13. August 2017. Zum Vergleich: Die höchste Zuschauerzahl der vierten Staffel lag bei 2,28 Mio. Zuschauer; die niedrigste bei 1,74 Mio. Zuschauer.
| Quotentabelle      | Quotentabelle   | Quotentabelle | Quotentabelle   | Quotentabelle   | Quotentabelle | Quotentabelle   | Quotentabelle   | Quotentabelle | Quotentabelle |
| Folge (gesamt)     | Folge (Staffel) | Zuschauer     | Zuschauer       | Zuschauer       | Marktanteil   | Marktanteil     | Marktanteil     |               |               |
| Folge (gesamt)     | Folge (Staffel) | Gesamt        | 14 bis 49 Jahre | 14 bis 59 Jahre | Gesamt        | 14 bis 49 Jahre | 14 bis 59 Jahre |               |               |
| ------------------ | --------------- | ------------- | --------------- | --------------- | ------------- | --------------- | --------------- | ------------- | ------------- |
| 61                 | 1               | 2,07 Mio.     | 1,01 Mio.       | 1,47 Mio.       | 8,2 %         | 13,0 %          | 11,3 %          |               |               |
| 62                 | 2               | 1,63 Mio.     | 0,82 Mio.       | 1,16 Mio.       | 7,3 %         | 10,7 %          | 9,4 %           |               |               |
| 63                 | 3               | 1,36 Mio.     | 0,61 Mio.       | 0,94 Mio.       | 7,2 %         | 8,7 %           | 8,5 %           |               |               |
| 64                 | 4               | 1,61 Mio.     | 0,66 Mio.       | 1,05 Mio.       | 8,8 %         | 10,8 %          | 10,4 %          |               |               |
| 65                 | 5               | 1,83 Mio.     | 0,82 Mio.       | 1,28 Mio.       | 10,2 %        | 12,5 %          | 12,4 %          |               |               |
| 66                 | 6               | 1,71 Mio.     | 0,78 Mio.       | 1,21 Mio.       | 9,7 %         | 12,6 %          | 12,2 %          |               |               |
| 67                 | 7               | 1,88 Mio.     | 0,87 Mio.       | 1,24 Mio.       | 10,6 %        | 13,5 %          | 12,1 %          |               |               |
| 68                 | 8               | 2,06 Mio.     | 1,08 Mio.       | 1,48 Mio.       | 10,4 %        | 15,3 %          | 13,2 %          |               |               |
| 69                 | 9               | 1,92 Mio.     | 0,92 Mio.       | 1,32 Mio.       | 9,6 %         | 13,8 %          | 12,0 %          |               |               |
| 70                 | 10              | 1,59 Mio.     | 0,76 Mio.       | 1,05 Mio.       | 8,9 %         | 11,8 %          | 10,2 %          |               |               |
| 71                 | 11              | 1,95 Mio.     | 0,93 Mio.       | 1,36 Mio.       | 11,5 %        | 15,8 %          | 14,1 %          |               |               |
| 72                 | 12              | 1,77 Mio.     | 0,79 Mio.       | 1,18 Mio.       | 10,8 %        | 13,8 %          | 12,7 %          |               |               |
| 73                 | 13              | 1,75 Mio.     | 0,79 Mio.       | 1,20 Mio.       | 10,2 %        | 13,1 %          | 12,6 %          |               |               |
| 74                 | 14              | 1,86 Mio.     | 0,88 Mio.       | 1,28 Mio.       | 11,1 %        | 14,8 %          | 13,4 %          |               |               |
| 75                 | 15              | 2,11 Mio.     | 0,99 Mio.       |                 | 9,0 %         | 13,7 %          |                 |               |               |
| Anmerkungen: 1. 2. |                 |               |                 |                 |               |                 |                 |               |               |